# Tsou (språk)
Tsou (eget namn cou) är ett austronesiskt språk, inom tsouiska språk, som talas i centrala Taiwan. Dess närmaste släktspråk är saarao och kanakanabu..
Antal talare är cirka 1000 och språket anses vara hotat. De unga lär sig det grundläggande men deras kunskaper i tsou är inte alls jämförbar med äldre som talar språket som modersmål. De unga brukar ändå ha passiva kunskaper. Undervisningen ges på mandarinkinesiska.. Bara 10 % av de unga inom det etniska tsou-minoriteten talar språket. Revitaliseringsprocess har börjats och den inkluderar bl.a. att undervisa språket i skolor och skapa en ordbok..
Språket skrivs med latinska alfabetet. Nya testamentet översattes till tsou år 2014.

## Fonologi

### Konsonanter
|             |             | Bilabial | Labiodental | Alveolar | Palatal | Velar | Glottal |
| ----------- | ----------- | -------- | ----------- | -------- | ------- | ----- | ------- |
| Nasal       | Nasal       | m        |             | n        |         | ŋ     |         |
| Klusil      | Norm.       | p        |             | t        |         | k     | ʔ       |
| Klusil      | Preglott.   | ʔb       |             | ʔd       |         |       |         |
| Affrikat    | Affrikat    |          |             | ts       |         |       |         |
| Frikativ    | Frikativ    |          | f \| v      | s \| z   |         |       | h       |
| Approximant | Approximant |          |             |          | j       |       |         |

Källa:

### Vokaler
|              | Främre | Central | Bakre |
| ------------ | ------ | ------- | ----- |
| Sluten       | i      | ɨ       | u     |
| Mellansluten | e      |         | o     |
| Öppen        |        | a       |       |

Källa: